# 你是王嗎
《你是王嗎》是拾參樂團的第二張專輯，於2006年12月13日發行。
此張專輯是拾參樂團的第二張專輯，為樂團累積四年的作品，獲中華音樂人交流協會2006年度十大專輯，並入圍第十八屆金曲獎最佳樂團，樂團也以此張專輯開始確立自己風格。

## 曾獲獎項
- 2006年
  - 12月
    - 專輯《你是王嗎》中單曲《九號夢》獲選為中華音樂人交流協會2006年12月推薦單曲
- 2007年
  - 5月
    - 專輯《你是王嗎》榮獲中華音樂人交流協會2006年度十大專輯

  - 6月
    - 專輯《你是王嗎》入圍第18屆金曲獎最佳樂團

## 曲目
1. I'm A Liar
  - 作詞／作曲：徐德寰、徐德宇
2. Free Now
  - 作詞／作曲：徐德寰、徐德宇
3. 九號夢 獲選為中華音樂人交流協會2006年12月推薦單曲
  - 作詞／作曲：徐德寰、徐德宇
4. 銀太陽
  - 作詞／作曲：徐德寰、徐德宇
5. 無法克制
  - 作詞／作曲：徐德寰、徐德宇
6. 灰燈籠
  - 作詞／作曲：徐德寰、徐德宇
7. 神祕海
  - 作詞／作曲：徐德寰、徐德宇
8. 火燒頭
  - 作詞／作曲：徐德寰、徐德宇
9. 月亮和梯子
  - 作詞／作曲：徐德寰、徐德宇
10. 伊甸園
  - 作詞／作曲：徐德寰、徐德宇
11. It's a Shame （Remix）
  - 作詞／作曲：徐德寰、徐德宇